# ニノ・ル・プチ
ニノ・ル・プチ（Ninot le Petit, 生没年不詳）は、1500年代から1520年代におそらくフランス宮廷礼拝堂で活躍した盛期ルネサンス音楽の作曲家。

## 略歴
いくつかの史料にまたがって多くの作品を残したにもかかわらず、確実な本名は知られていない。20世紀後半になって2つの説が出されている。ひとつはバートン・ハドソン説で、1488年から1502年まで教皇庁礼拝堂にいたプチことヨハネス・バルタザール（Johannes Baltazar alias Petit）がル・プチの可能性があるとするものである。これは、ル・プチ作曲と伝えられるいくつかのモテットが載せられたバチカンの手稿譜に、バルタザールと似た名が載っているというのが理由である。もう一つの説は、1506年から1510年までオート＝マルヌ県ラングレ（Langres）大聖堂の聖歌隊長だったジャン・ルプチ（Jean Lepetit）だった可能性である。ちなみにバルタザールは1502年に、ルプチは1529年に他界している。いずれにせよ作風からル・プチは16世紀の最初の20年間に活躍したらしいことが察せられる。
ル・プチはピエール・ムリュの有名なモテット《 Mater floreat florescat 》（おそらく1517年作曲）の中で、当時の指導的（かつ最も有能）な作曲家のひとりに数えられており、この作品は、ル・プチが活躍した年代を割り出すのに有用な手がかりとなっている。

## 作品と創作様式
ル・プチの作風は、アントワーヌ・フェヴァンやジャン・ムートンの作曲様式に似ている。この二人は、フランス王国の宮廷礼拝堂に関係した、最も有名なフランス人作曲家であった。ル・プチは明瞭な和声感と長い二重唱、3拍子系と2拍子系の部分の対比を好んでおり、フェヴァンとムートンをやや折衷した感じがする。シャンソンは軽快で、テクスチュアが開かれており、16世紀後半におけるシャンソンの展開の先駆となっている。
ミサ曲は1曲のみ現存するが、モテットは4つ、シャンソンは16曲現存されている。ル・プチ作品の多くが、誤って他人の作品として伝えられてきた、一方、たとえばシャンソン《 Lourdault lourdault garde que tu feras 》などは、ロワゼ・コンペール作曲の見込みが高い。ル・プチのシャンソンの多くは、バス歌手のパートが欠けており、どうやらパートブックから失われたらしい。ひとかたまりの大きなシャンソン集が手書きで伝えられているものの、宗教曲はわりあい数少なく、それでいてル・プチがムリュから著名な作曲家に数えられていることからすると、ル・プチの作品は大半が散逸してしまったものと思われる。

### 主要作品一覧
- ミサ曲「シネ・ノミネ（無名のミサ）」
- モテット

1. In illo tempore: Assumpsit Jesus
2. O bone Jesu
3. Psallite Noe, Judei credite
4. Si oblitus fuero tui （伝ヤコブ・オブレヒト作曲？）

- シャンソン

1. En chevauchant pres d'ung molin
2. En l'ombre d'ung aubepin
3. En revenant de Noyon
4. Et la la la, faictez luy bonne chiere
5. Et levez vo gambe, Jennette
6. Et levez vous hau, Guillemette
7. Gentilz gallans adventureulx
8. Helas helas helas
9. Hellas, hellas, qui me confortera
10. Je mi levay l'autre nuytee
11. L'ort villain jaloux
12. Mon amy m'avoit promis
13. Mon seul plaisir （伝ジョスカン・デプレ作曲、バラード形式によるクォドリベット）
14. N'as tu poinct mis ton hauls bonnet
15. Nostre chamberiere si malade elle est
16. Pourtant si mon amy
17. Si bibero crathere pleno